# Svetozar Miletić
Svetozar Miletić (în sârbă Светозар Милетић; n. 22 februarie 1826, Mošorin⁠(d), Comitatul Bács-Bodrog, Regatul Ungariei, Imperiul Austriac – d. 4 februarie 1901, Vârșeț, Țările Coroanei Sfântului Ștefan, Austro-Ungaria) a fost un avocat, jurnalist, scriitor și politician sârb, care a ocupat funcția de primar al Novi Sadului între 1861 și 1862 și din nou între 1867 și 1868.

## Familie
Strămoșul lui Miletić a fost Mileta Zavišić, originar din Kostajnica (în prezent în Croația), aproape de granița cu Bosnia, care a condus o companie de trei sute de oameni și a luptat împotriva otomanilor timp de treizeci și doi de ani. După semnarea unui tratat de pace între otomani și austrieci, temându-se de represaliile turcilor, Mileta s-a stabilit în Bačka și și-a schimbat numele de familie în Miletić.
Fiul său, Sima, educat ca negustor în Novi Sad, a avut cincisprezece fii și trei fiice. Dintre aceștia, Avram Miletić, cel mai mare, bunicul lui Svetozar Miletić, s-a remarcat ca negustor și compozitor, fiind cunoscut pentru alcătuirea celei mai vechi colecții de muzică urbană veche în limba sârbă. Cel de-al doilea fiu al lui Avram Miletić, Sima, care purta același nume ca bunicul său, a fost cizmar și tatăl lui Svetozar Miletić.
Svetozar Miletić a fost cel mai mare dintre cei șapte copii ai lui Sima și Teodosija (născută Rajić) Miletić, născut în satul Mošorin din Šajkaška, în Frontiera Militară Sârbă, la 22 februarie 1826. Activitatea sa politică a fost continuată la începutul secolului al XX-lea de ginerele său, Jaša Tomić, publicist și lider al radicalilor sârbi din Voivodina.

## Moștenire
A fost inclus în lista Cei 100 de sârbi cei mai proeminenți.
Un film artistic despre viața lui Miletić, intitulat „Ime naroda”, a fost produs în 2020.

## Lucrări
- Na Tucindan (1860; În Ajunul Crăciunului)
- Istočno pitanje (1863; Problema orientală)
- Značaj i zadatak srpske omladine (1866; Importanța și misiunea mișcării de tineret sârbe)
- Federalni dualizam (1866; Dualism federal)
- Osnova programa za srpsku liberalno-opozicionu stranu (1869; Programul de bază al partidului liberal-opozant sârb)
- O obrazovanju ženskinja (1871; Despre educația femeilor)

## Galerie

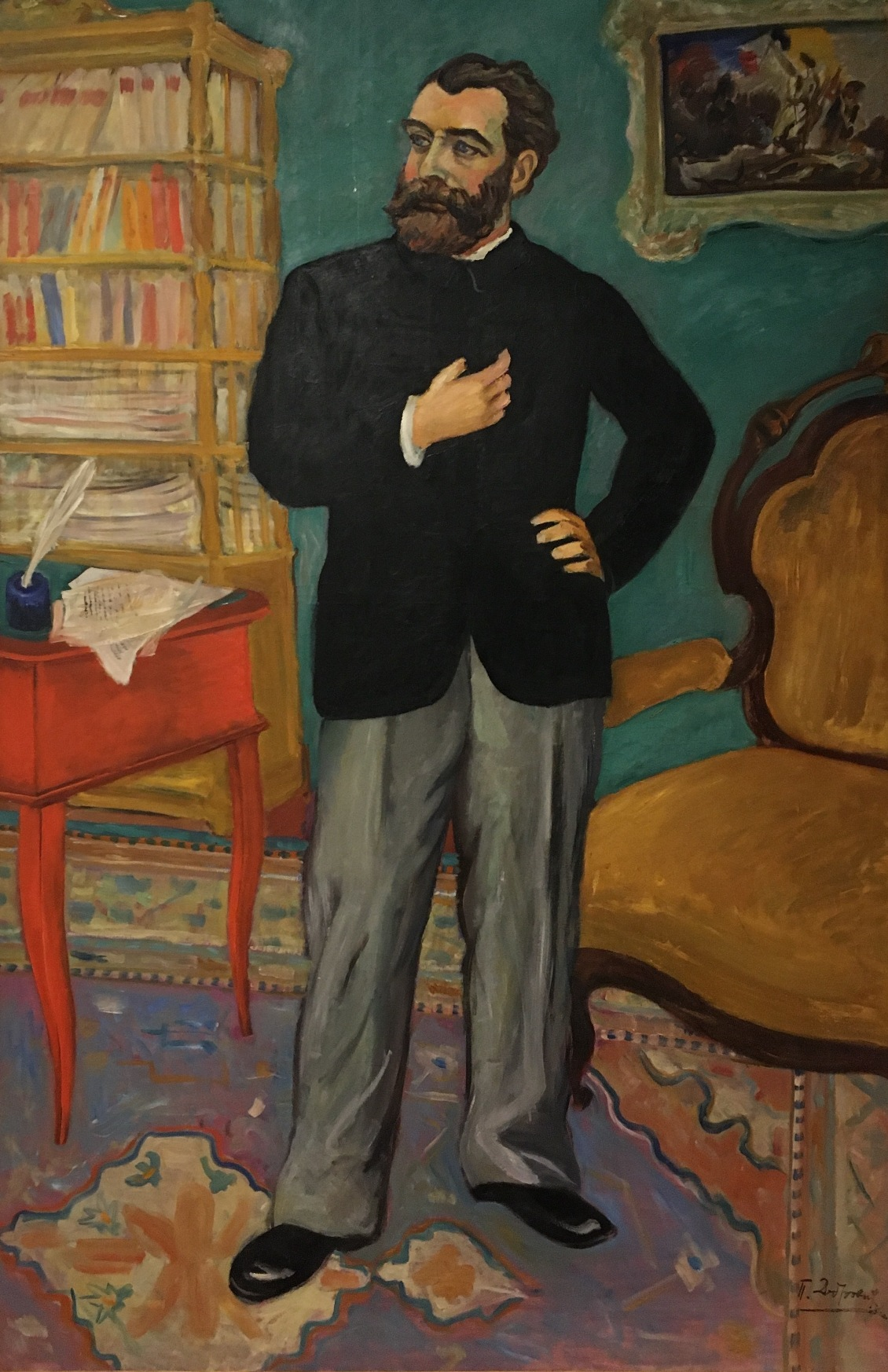
Portretul lui Miletić de Petar Dobrović
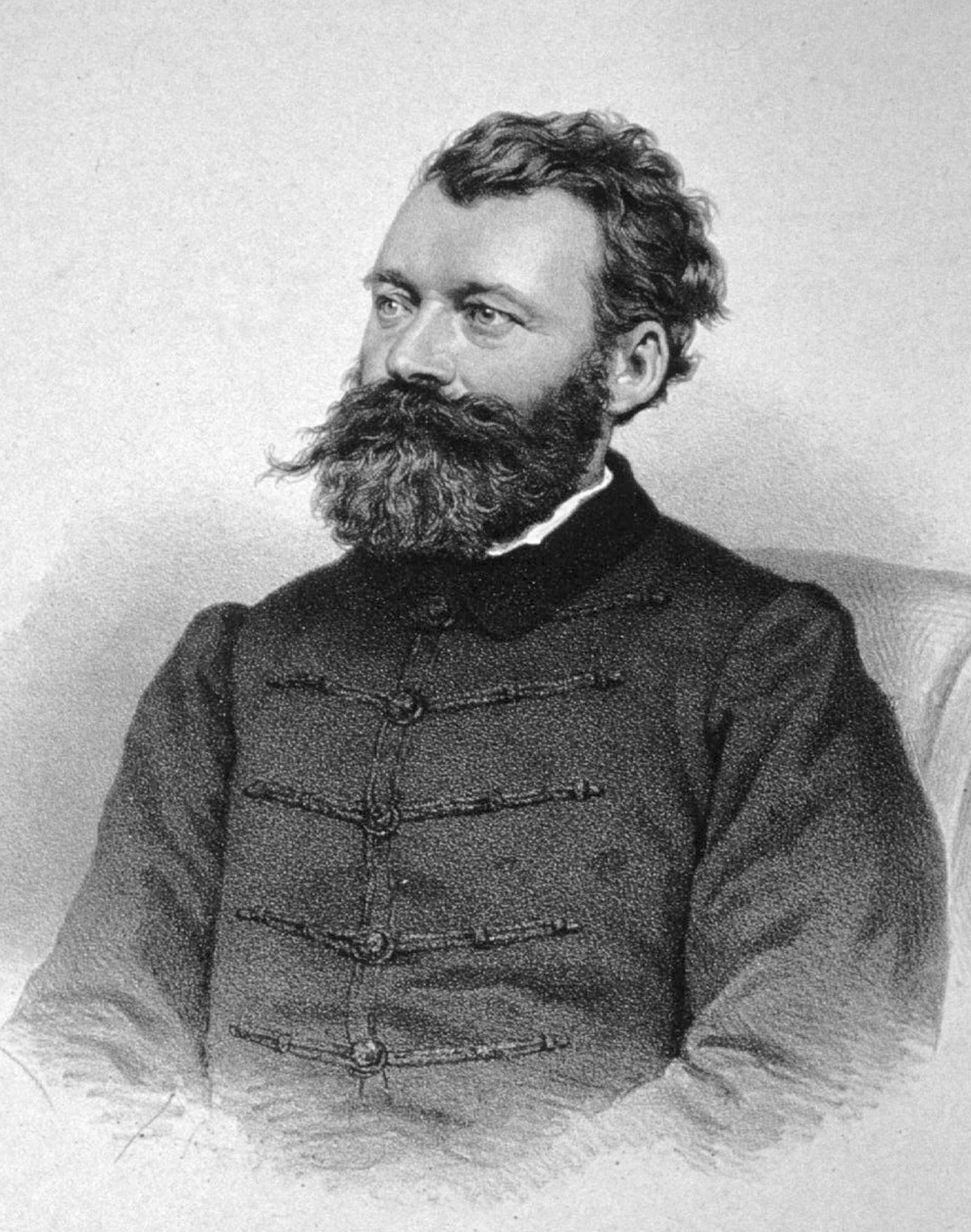
Litografie din 1867 a lui Miletić realizată de Josef Kriehuber
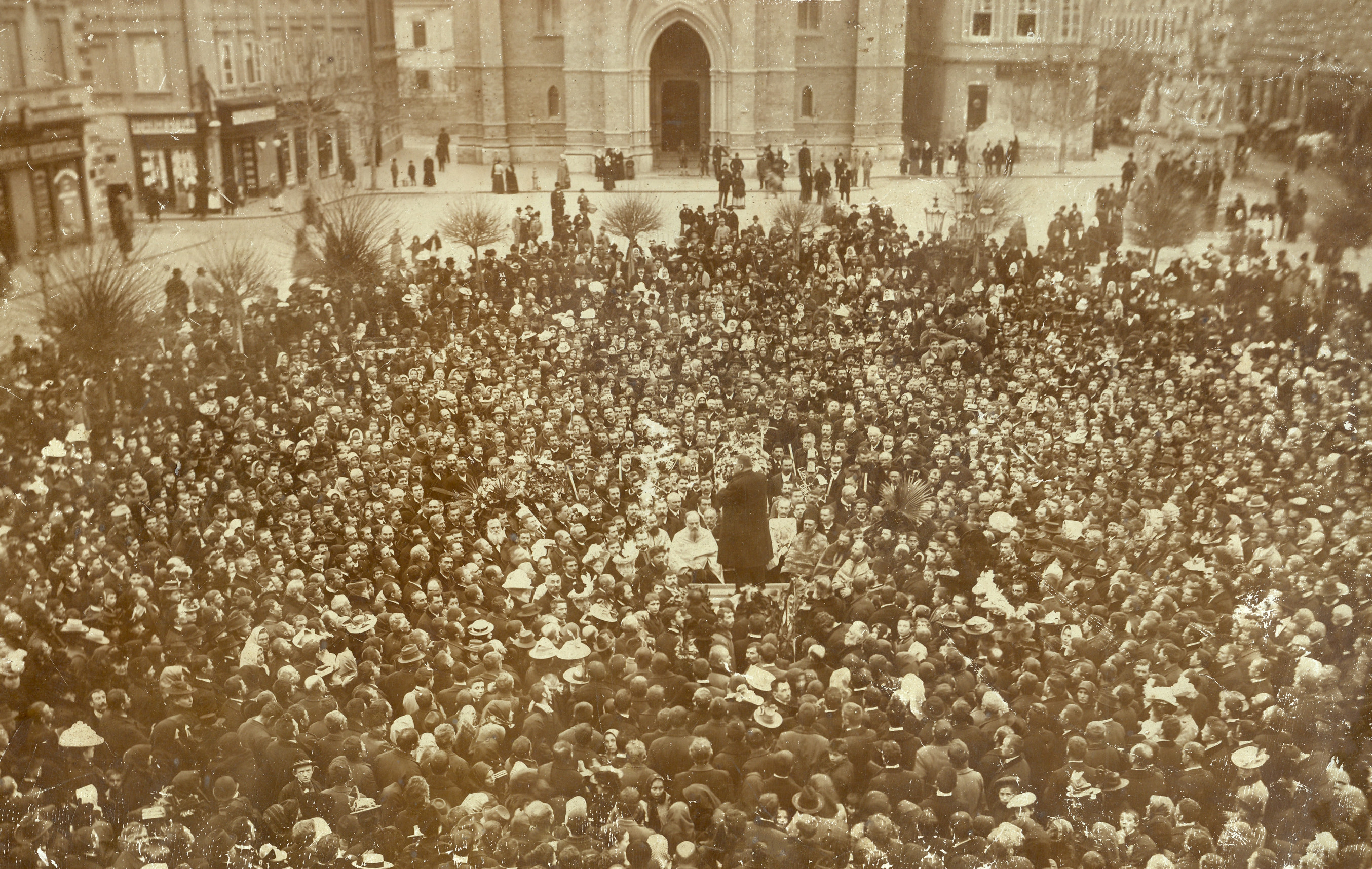
Funeraliile lui Miletić
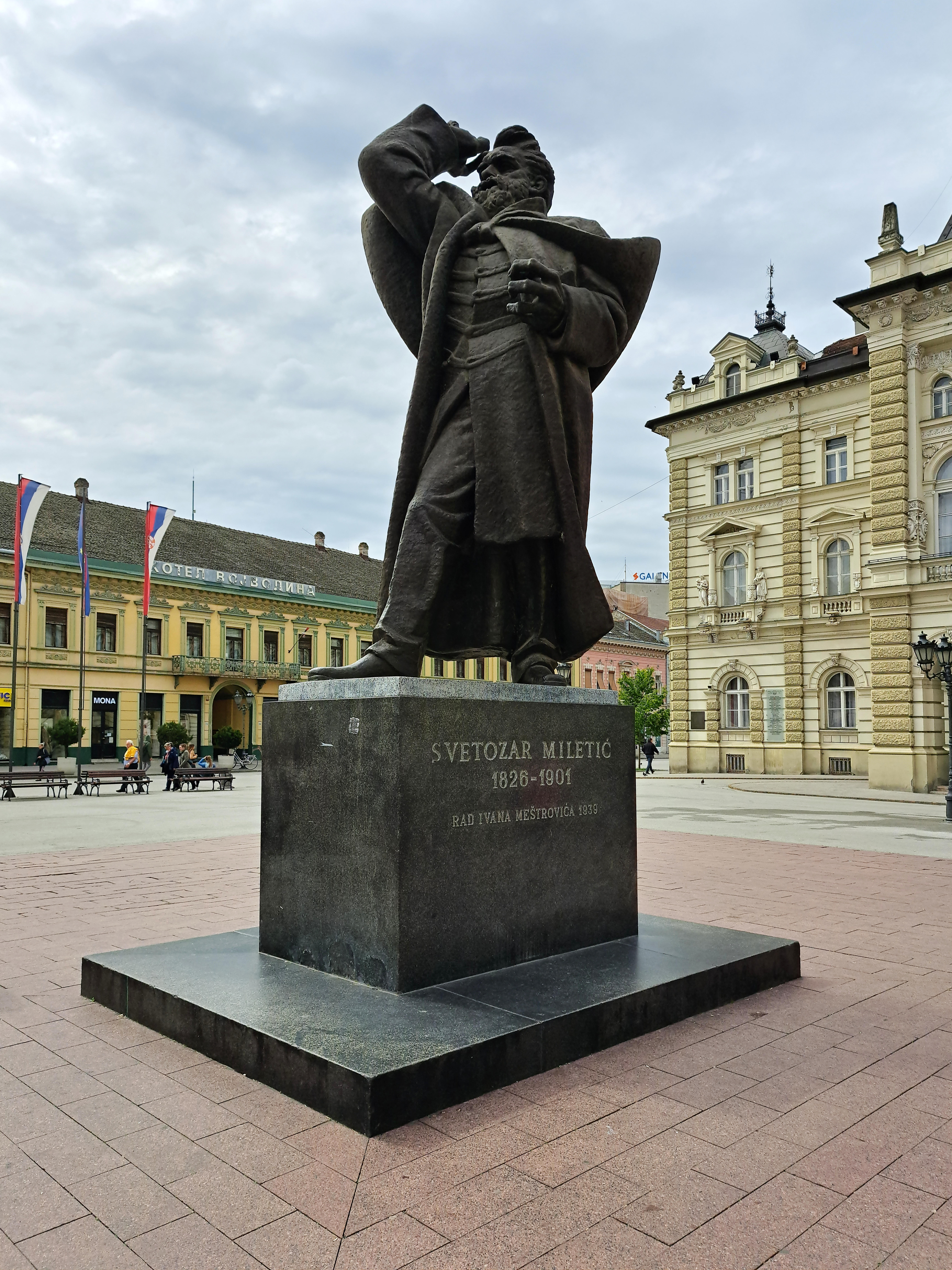
Monumentul lui Miletić realizat de Ivan Meštrović în Novi Sad
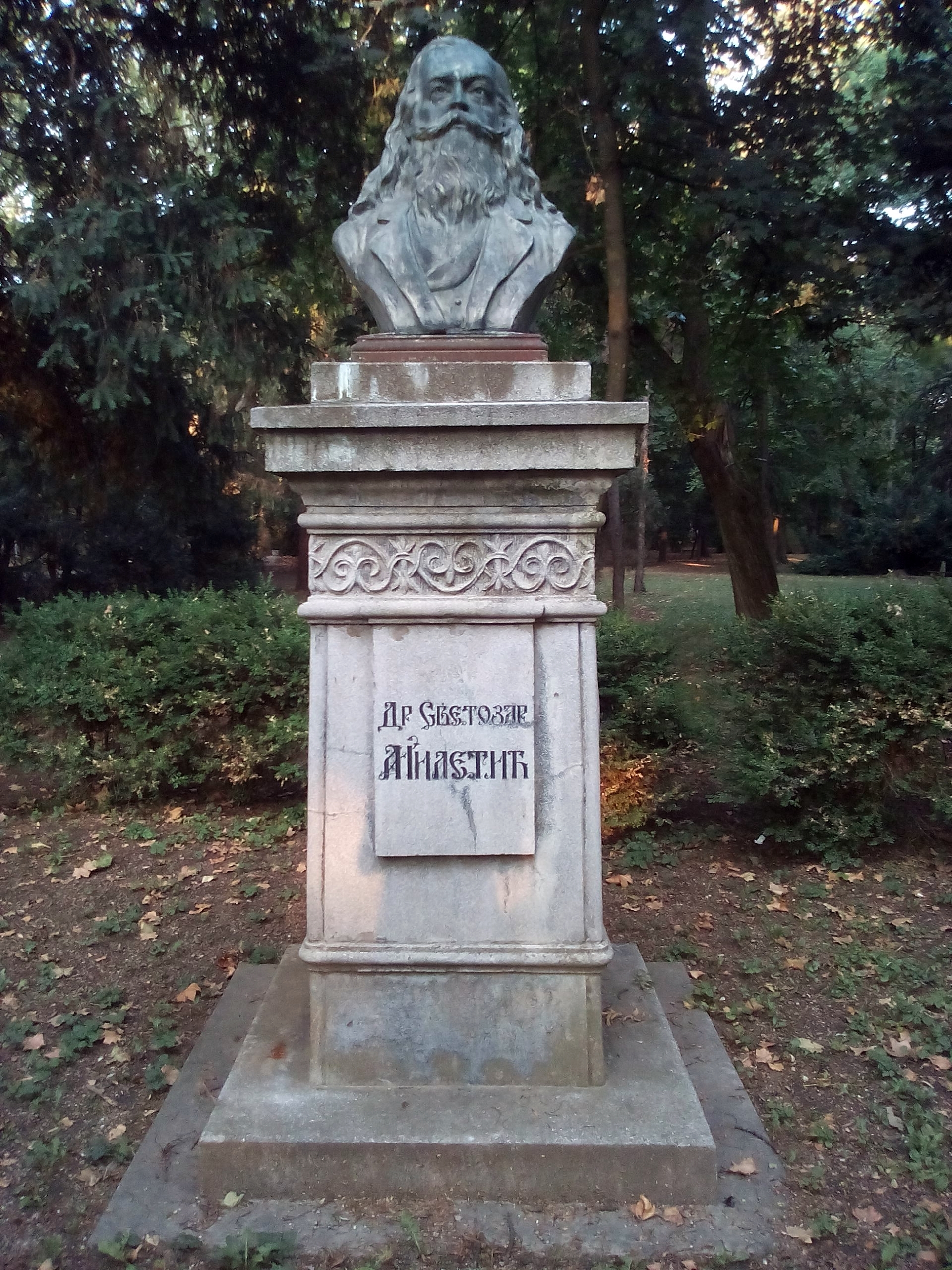
Bust în Vârșeț
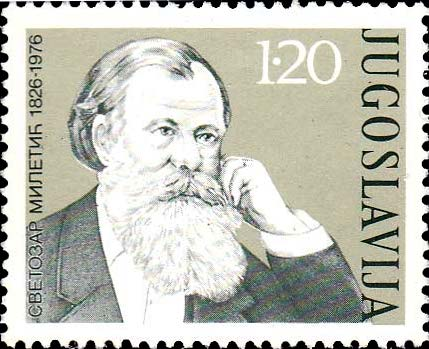
Miletić pe un timbru iugoslav din 1976